# Arthur Burns
Arthur Frank Burns (27 april 1904 – 26 juni 1987) was een Amerikaanse econoom en diplomaat en van 1970 tot 1878 de tiende voorzitter van het Federal Reserve System. President Nixon nomineerde hem in deze functie als opvolger van William McChesney Martin en herbenoemde hem later voor een nieuwe termijn. Burns werd opgevolgd door G. William Miller toen zijn tweede termijn afliep. Na zijn vertrek benoemde president Ronald Reagan hem in 1981 tot ambassadeur in West-Duitsland, waar hij tot 1985 in functie bleef.

## Biografie
Burns werd geboren in Stanislau (nu Ivano-Frankivsk) in het toenmalige Oostenrijks-Hongaarse Rijk. Zijn ouders waren Sarah Juran en Nathan Burnseig en zijn vader was huisschilder. In 1914 emigreerde hij met zijn ouders naar Bayonne in New Jersey waar hij naar school ging. Op 17-jarige leeftijd schreef Burns zich in aan de Columbia-universiteit en kreeg een beurs. Hij studeerde af in 1925.
Na zijn studie begon hij economie te doceren aan de Rutgers-universiteit, hij gaf les van 1927 tot 1944. In 1930 trouwde hij met Helen Bernstein, een lerares, en ze kregen twee zonen. Burns volgde een postdoctorale studie aan de Columbia-universiteit, terwijl hij doorging met zijn colleges aan Rutgers. Als doctoraalstudent werd hij een protegé van Wesley Clair Mitchell, een van de oprichters en hoofd-econoom van het National Bureau of Economic Research (NBER). In 1933 ging Burns werken bij het NBER. In 1945 werd hij directeur onderzoek bij het NBER, na de pensionering van Mitchell. Zijn specialiteit was het onderzoek naar conjunctuurcycli.
Burns werd benoemd tot economisch adviseur van de president toen Richard Nixon in 1969 aantrad. Het was een nieuwe functie om de tijd te overbruggen tot zijn benoeming als voorzitter bij de Federal Reserve.

## Voorzitter van de Federal Reserve
In 1969 nomineerde president Richard Nixon hem als voorzitter van het Federal Reserve System. Burns was een bekend econoom en net als Nixon een Republikein. Hij werd benoemd en vervulde deze functie van februari 1970 tot eind januari 1978. Tijdens zijn voorzitterschap kampte de Verenigde Staten met een bijzonder hoge inflatie van gemiddeld 9%. Burns staat erom bekend dat hij zich te veel heeft laten beïnvloeden door politieke druk bij zijn monetaire beleidsbeslissingen. Overigens steunde hij het beleid dat destijds in politieke en economische kringen breed werd geaccepteerd, dat de Federal Reserve moest proberen een werkloosheidspercentage van rond de 4 procent te handhaven.
In 1959-1960 had vicepresident Nixon zich kandidaat gesteld voor het presidentschap. De Federal Reserve voerde op dat moment een monetaire verkrapping door waardoor de rente steeg en er in april 1960 een economische recessie uitbrak. In zijn boek Six Crises gaf Nixon deels de schuld van zijn verkiezingsnederlaag aan dit beleid van de centrale bank.
Nixon wilde geen herhaling en hij zette Burns onder druk om een stimulerend monetair beleid te voeren en zo de economie te stimuleren in aanloop naar de verkiezingen in 1972. Burns ging hier in mee en de Federal Reserve verlaagde de rente met ruim drie procent in twee jaar tijd, van 8,7% in januari 1970 tot 4,05% in januari 1972. Nixon was nog altijd ontevreden, op 14 februari 1972 zette hij Burns nogmaals onder druk, en tijdens dit telefoongesprek liet Nixon doorschemeren dat hij alleen geïnteresseerd was in een positieve verkiezingsuitslag.
De inflatie was al stijgende en Nixon voerde tussen 1971 en 1974 een, mislukt, beleid van loon- en prijscontroles om deze te beteugelen terwijl de Federal Reserve, onder leiding van Burns, de geldhoeveelheid juist vergrootte. Burns verzette zich tegen Nixons besluit in 1971 om de omwisseling van Amerikaanse dollars in goud niet langer toe te staan, de Nixon-schok, maar besloot er wel aan mee te werken. Na de verkiezingen van 1972, deels veroorzaakt door de hogere olieprijzen na de oliecrisis van 1973 begonnen de prijscontroles te falen en steeg de inflatie 12,3% in 1974. De werkloosheid lag in 1974 rond de 7,5%.
Tijdens Burns' termijn steeg de jaarlijkse inflatie van 6% in het begin van 1970 tot meer dan 12% per eind 1974 na het Arabische olie-embargo. Het daalde nadien tot onder de 7% per jaar van 1976 tot het einde van zijn termijn in januari 1978. De inflatie was gemiddeld 9% in de periode met Burns als voorzitter. Hij opereerde in moeilijke tijden, tweemaal een oliecrisis, in 1973 en 1979, en grote overheidstekorten, deels door de Vietnamoorlog en de overheidsprogramma’s zoals de Great Society. Burns was lange tijd voorzitter in een periode met hoge inflatie, deze periode van 1965 tot 1982 kreeg later de aanduiding The Great Inflation.

## Na de Federal Reserve
Na de Federal Reserve ging hij werken bij de American Enterprise Institute als econoom
Ronald Reagan benoemde hem tot ambassadeur in West-Duistland. Hij bleef in Bonn van juni 1981 tot mei 1985.
Hij overleed op 26 juni 1987 in Baltimore.

## Enkele publicaties
- Burns, Arthur F.; Mitchell, Wesley C. Measuring Business Cycles,  National Bureau of Economic Research (Studies in Business Cycles), 1946
- Burns, Arthur F. Wesley Clair Mitchell: The Economic Scientist. New York: National Bureau of Economic Research, 1952
- Burns, Arthur F. The Frontiers of Economic Knowledge: Essays, Princeton University Press, 1954.
- Burns, Arthur F. Prosperity Without Inflation, Buffalo, Smith, Keynes & Marshall, 1958
- Burns, Arthur F. The Anguish of Central Banking, Per Jacobsson Foundation, 1979

## Naslagwerk
- Ferrell, Robert H., ed Inside the Nixon Administration: The Secret Diary of Arthur Burns, 1969–1974, University Press of Kansas, 2010

- Bibsys: 90118494
- Bibliothèque nationale de France: cb12059033m (data)
- CiNii: DA02506758
- Gemeinsame Normdatei: 11889367X
- International Standard Name Identifier: 0000 0001 1047 2130
- Library of Congress Control Number: n79064753
- Nationale Bibliotheek van Letland: 000033619
- Mathematics Genealogy Project: 207691
- National Archives and Records Administration: 10581171
- Bibliotheek van het Japanse parlement: 00520451
- Nationale Bibliotheek van Tsjechië: kup19990000012708
- Nationale bibliotheek van Australië: 36092849
- Nationale Bibliotheek van Israël: 987007280556405171
- Nationale en Universitaire bibliotheek Zagreb: 000299379
- Nederlandse Thesaurus van Auteursnamen: 068358229
- Système universitaire de documentation: 028837150
- Trove: 1211011
- Virtual International Authority File: 27086705
- WorldCat: E39PBJqQDdrKXcFvGFT9rGy68C